# Kommunfullmäktige (Sverige)

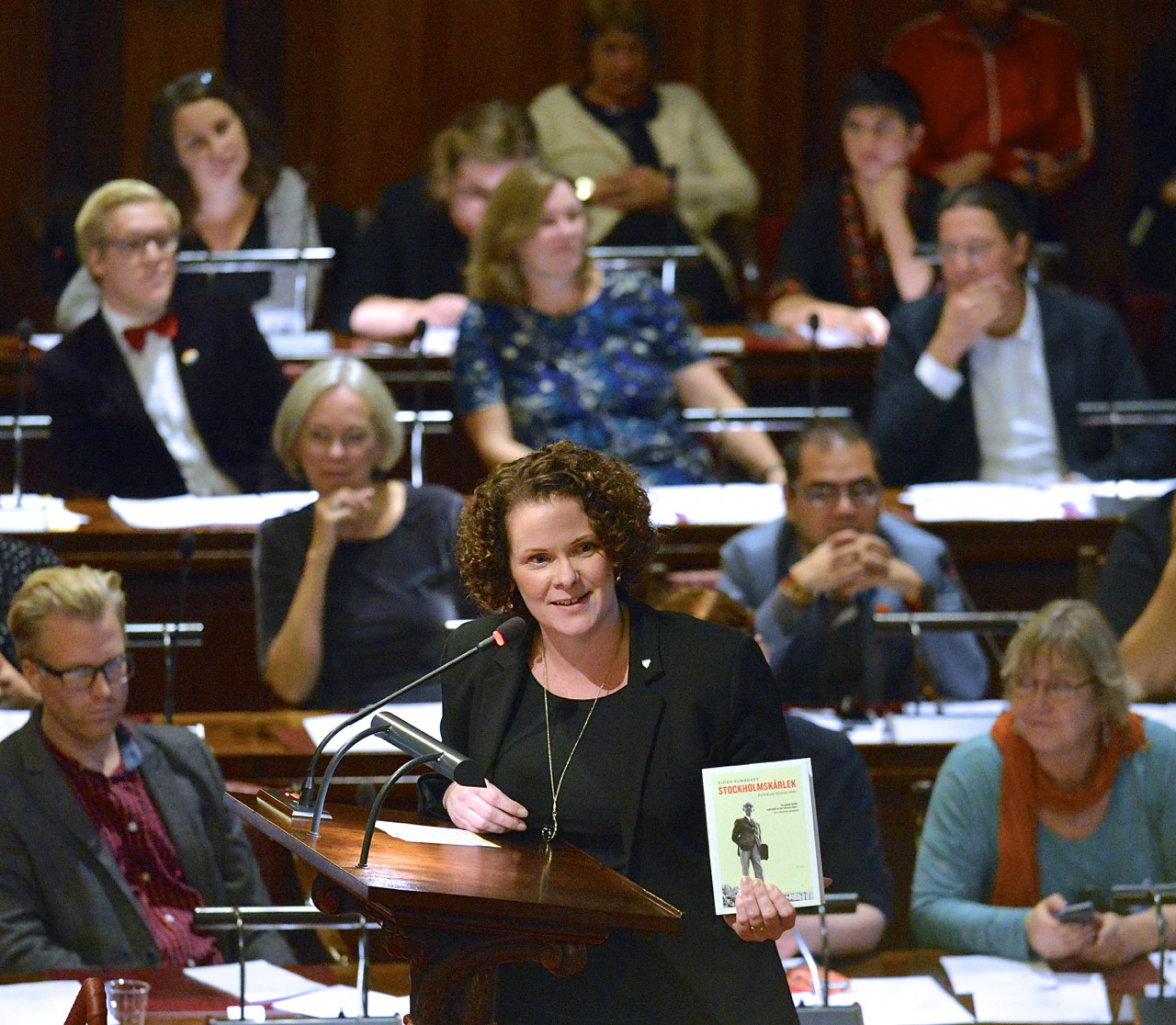
Stockholms kommunfullmäktige i oktober 2014.

Kommunfullmäktige är den högsta beslutande församlingen i svenska kommuner, vald i direkta val av de i kommunen folkbokförda invånarna. Kommunfullmäktiges arbetsformer regleras i Kommunallagen.
En ledamot i kommunfullmäktige måste vara bosatt i kommunen och vara minst 18 år gammal. Den förtroendevalda kan tituleras kommunfullmäktig men kallas vanligen fullmäktigeledamot. Det finns inget medborgarkrav på en ledamot av fullmäktige, men för utländska medborgare krävs både för att få rösträtt och vara valbar att man har permanent uppehållstillstånd och varit skriven i Sverige de senaste tre åren.
Kommunfullmäktige leds av en ordförande och en eller flera vice ordförande. Fullmäktiges storlek varierar från minst 21 ledamöter i kommuner med högst 8 000 röstberättigade invånare till minst 101 ledamöter i kommuner med fler än 600 000 röstberättigade invånare. Den vanligaste dagen för fullmäktigesammanträden runt om i landet är måndagar eftersom det förr var vanligt att riksdagsledamöter också satt i sin kommuns fullmäktige.[källa behövs] Det är också en förklaring till att riksdagen inte sammanträder på måndagar.[källa behövs]
Fullmäktige är från början en gammal pluralform av ordet fullmäktig (person med fullmakt).
Före kommunreformen som genomfördes den 1 januari 1971 fanns tre typer av kommuner och motsvarande organ hette då "kommunalfullmäktige" i köpingar och landskommuner och "stadsfullmäktige" i städer. Båda institutionerna inrättades genom förordningar av år 1862 och trädde i kraft med ingången av 1863.
Kommunalstämma och allmän rådstuga var tidigare politiska församlingar med liknande uppgifter.

## Politiska majoriteter
Kommunfullmäktige är kommunens högsta beslutade organ.